# Ksar Bellezma
Ksar Bellezma est une commune de la wilaya de Batna en Algérie.

## Géographie

### Situation
Le territoire de la commune de Ksar Bellezma est situé au nord de la wilaya de Batna.
| Ouled Sellam | El Hassi      | El Hassi   |
| Talkhamt     | Ksar Bellezma | Oued El Ma |
| Merouana     | Merouana      | Oued El Ma |

### Localités de la commune
La commune de Ksar Bellezma est composée de 5 localités :
- Chemari
- El Hasba
- El Ksar Centre
- Mehras
- Sakhrat El Khroub

## Histoire
Le site du ksar Belezma est constitué des vestiges d'un ancien fort byzantin. Il s'agit d'un poste d'observation byzantin qui fut utilisé à la chute de l'empire par les dynasties musulmanes qui suivirent pour l'observation des populations environnantes.
Le massif du Belezma était le dernier refuge d'Abu Yazid avant sa mort.

## Personnalités liées à la commune
- Aissa Bakhouche, est une personnalité algérienne de la guerre d'Algérie, est née à Ksar Bellezma.